# Helena Raźniewska
Helena Raźniewska-Góral (ur. 21 lipca 1910 w Pabianicach, zm. 15 listopada 1958 tamże) – polska lekkoatletka.

## Życiorys
W latach 1927–1930 reprezentowała Krusche-Ender KS Pabianice. Na początku wiosny 1927 w Warszawie będąc jeszcze powszechnie nieznaną zawodniczką zwyciężyła w warszawskim Biegu Narodowym na dystansie 1400 m z czasem 5:14.5. W lipcu 1927 w Poznaniu zdobyła srebrny medal mistrzostw Polski na 1000 m. Tym samym została pierwszą w historii pabianiczanką, medalistką lekkoatletycznych MP. Biegała sprinty (np. 60 m, 100 m, 250 m, 83 m z płotkami, sztafetę 240 m) jak i długie dystanse oraz skoki w dal z rozbiegu i z miejsca.
Rekordy życiowe:
- 250 m – 41.4 (1927)[1].
- 800 m – 2:50.8 (1928)[1].
- 1000 m – 3:24.0 (1927)[1].